# 致命的自负
《致命的自负 : 社会主义的谬误》（英語：The Fatal Conceit: The Errors of Socialism）是一部由奥地利经济学派知名经济学家、1974年诺贝尔经济学奖得主弗里德里希·哈耶克撰写并由威廉·沃伦·巴特利（William Warren Bartley）编辑的政治、经济、哲学著作，系西方自由主义思潮的经典之作，其于1988年经由芝加哥大学出版社首次公开出版，此书标题源自1759年亚当·斯密出版的《道德情操理论》。此书是哈耶克生前最后一部重要著述，集中阐释他数十年来同西方社会民主党理论家们的理论纷争的一系列思想主张，并使之系统化、完整化，最终形成“哈耶克思想”。
该部著作是“哈耶克对自己毕生所反对极权社会主义的思想努力的总结”，全面而系统地批判了社会主义，认为社会主义是一种“致命的自负”、“一种谬误”，一条“通往奴役之路”。该部作品吸纳了《通往奴役之路》及其后来发展的诸多理论成果，从而使其社会主义批评系统化，此种系统化的理论基础既可以在哈耶克对笛卡尔式理性建构主义的尖锐批判中找到，也可以在其关于社会自生自发秩序的正面阐述中找到。

## 全书概括
哈耶克在此部作品中极力反对社会主义，系统论证了社会主义不仅在逻辑上不正确，而且他们使用的前提也不正确。哈耶克认为，文明的增长依赖于重视私有财产的社会传统，这项传统导致扩张与贸易，并最终催生现代资本主义制度以及扩展秩序。哈耶克认为，这表明了社会主义思想中的一个致命缺陷——只有有目的的设计的变革才是最有效的。此外，他认为，国家主义，譬如社会主义经济低效无能，因为现代经济需要分散的知识。哈耶克断言，由于现代文明及其所有习俗和传统会催生持久存在的自生自发秩序，所以一切试图控制社会自生自发秩序的系统的根本性行动注定会失败，因为这些行为在现代文明中既不可也不可持续。再者，哈耶克认为，价格信号是使每个经济决策者相互沟通隐性知识或分散知识的唯一手段，以解决经济计算问题。

## 相关争议
关于威廉·沃伦·巴特利对《致命的自负》的出版工作的贡献程度，一直存在学术争论。正式而言，巴特利只是编辑，他在1985年哈耶克病倒之后准备出版这部书。然而，从巴特利的哲学观点和其他人提供给巴特利的引文引入了一些问题：哈耶克究竟在多大程度上参与了此书的撰写以及哈耶克是否知道巴特利增加的若干材料。对此，布鲁斯·考德维尔（Bruce Caldwell）考证指出，证据“清楚地指出此书出自巴特利之手而非哈耶克之手……巴特利或许是此书的真正作者”。

## 作品目录

### 第一部分：在本能和理性之间
- 1.生物进化和文化进化
- 2.既合作又冲突的两种道德
- 3.不适应扩展秩序的自然人
- 4.智力不是文化进化的向导而是它的产物，它主要是以模仿而不是见识和理性为基础
- 5.文化进化机制不是达尔文主义的机制

### 第二部分：自由、财产和公正的起源
- 6.自由和扩展秩序
- 7.欧洲文明的古典遗产
- 8.“没有财产的地方亦无公正”
- 9.不同的财产形式和对象及其改善之道
- 10.作为自发秩序要素的组织

### 第三部分：市场的进化：贸易和文明
- 11.秩序向未知领域扩展
- 12.贸易使世界居住密度的增加成为可能
- 13.贸易比国家更古老
- 14.哲学家的盲目性

### 第四部分：本能和理性的反叛
- 15.向财产挑战
- 16.我们的知识分子及其理性社会主义的传统
- 17.道德和理性：若干实例
- 18.错误序列
- 19.积极自由与消极自由
- 20.“解放”和秩序

### 第五部分：致命的自负
- 21.传统道德无法满足理性主义的要求
- 22.传统道德的证明和改进
- 23.受事实知识引导的局限性；观察我们道德作用的不可能性
- 24.目标不明：在扩展秩序中行为的大多数目标
- 25.都不是自觉的或深思熟虑的
- 26.未知事物的有序化
- 27.为何不知道的也是不能计划的

### 第六部分：贸易和货币的神奇世界
- 28.对商业现象的鄙视
- 29.边际效用和宏观经济学
- 30.知识分子对经济学的无知
- 31.对货币和金融的怀疑
- 32.对利润的指责和对贸易的轻蔑

### 第七部分：被毒化的语言
- 33.语言是行为的指南
- 34.词语含混不清和协作系统的差别
- 35.我们的泛灵论词汇和混乱的“社会”概念
- 36.模棱两可的概念——“社会的”
- 37.“社会公正”和“社会权利”

### 第八部分：扩展循序和人口增长
- 38.马尔萨斯主义恐慌症：对人口过剩的担忧
- 39.问题的区域特征
- 40.多样性与差异
- 41.中心和边缘
- 42.资本主义使无产者生存
- 43.成本核算就是生命核算
- 44.生命只以本身为目的

### 第九部分：宗教与传统的守护者
- 45.传统守护者的自然选择
- 46.补论A：“自然的”和“人为的”
- 47.补论B：人类交往问题的复杂性
- 48.补论C：时间与结构摹仿的出现
- 49.补论D：异化、逃避现实者和寄生虫的要求
- 50.补论E：游戏――规则的学校
- 51.补论F：对经济学和人口学的评论
- 52.补论G：迷信和传统的维持